# Jesús Colina
Pour les articles homonymes, voir Colina.
Jesús Colina, né en 1969 à Miranda de Ebro, est un journaliste espagnol qui a travaillé à Rome. Il a dirigé l'agence de presse Zenit et dirige désormais le journal Aleteia.
En 1991, il est rédacteur en chef de World Projection, puis de The Catholic World Report et de Temps de l'Eglise en France. Depuis 1994, il est correspondant à Rome d'Alfa y Omega, supplément hebdomadaire du journal espagnol ABC. Il a également écrit pour Avvenire et National Catholic Register.
En 1997, il fonde Zenit News Agency, une agence de presse catholique. En 1998, il travaille sur RIIAL, le réseau numérique de l'Église en Amérique latine. En 2011, il est renvoyé de l’agence Zenit par les Légionnaires du Christ pour donner aux médias une identité plus institutionnelle. En 2007, le pape Benoît XVI le nomme consultant auprès du Conseil pontifical pour les communications sociales.
Il commence alors à travailler sur un nouveau projet et en 2011, il fonde Aleteia, un site d'actualités et d'informations catholiques en ligne avec le soutien de la Fondation pour l'évangélisation par les médias,,. Il est l'actuel président et directeur éditorial d'Aleteia.
En 2006, Jesús Colina reçoit le Prix Servitor Pacis au siège des Nations Unies (ONU) à New York pour ses contributions professionnelles. En 2018, il reçoit le prix « Bravo ! » par les évêques espagnols.